# Stan Levey
Stan Levey (født 5. april 1926 i Philadelphia, død 19. april 2005 i Van Nuys, Californien, USA) var en amerikansk jazztrommeslager. Levey var en af de første hvide beboptrommeslagere der var inspireret af Max Roach, og som tog Roachs koncept til sig. Levey har spillet og indspillet med Charlie Parker, Dizzy Gillespie, Dexter Gordon, Stan Kenton etc. og var en meget benyttet trommeslager i 50'erne på vestkysten i USA. Han har også lavet et par plader i eget navn.

## Diskografi
- Stan Levey Quintet
- Grand Stan
- Stanley The Steamer
- This Time The Drum's On Me

## Eksterne kilder og henvisninger
- Biografi mm
- Stan Levey på Discogs
- Stan Levey på MusicBrainz